# Gul honungsskvätta
Gul honungsskvätta (Epthianura crocea) är en fågel i familjen honungsfåglar inom ordningen tättingar.

## Utseende
Gul honungsskvätta är en bjärt färgad tätting. Ovansidan är olivgrön, undersidan lysande gul, med gult huvud och en liten svart fläck på bröstet. I flykten syns att ryggen har samma färg som vingarna, men kontrasterar med gult på övre stjärttäckarna. Honan är mer enfärgad, med gulaktig undersida, gråaktigt ansikte och ljust öga.

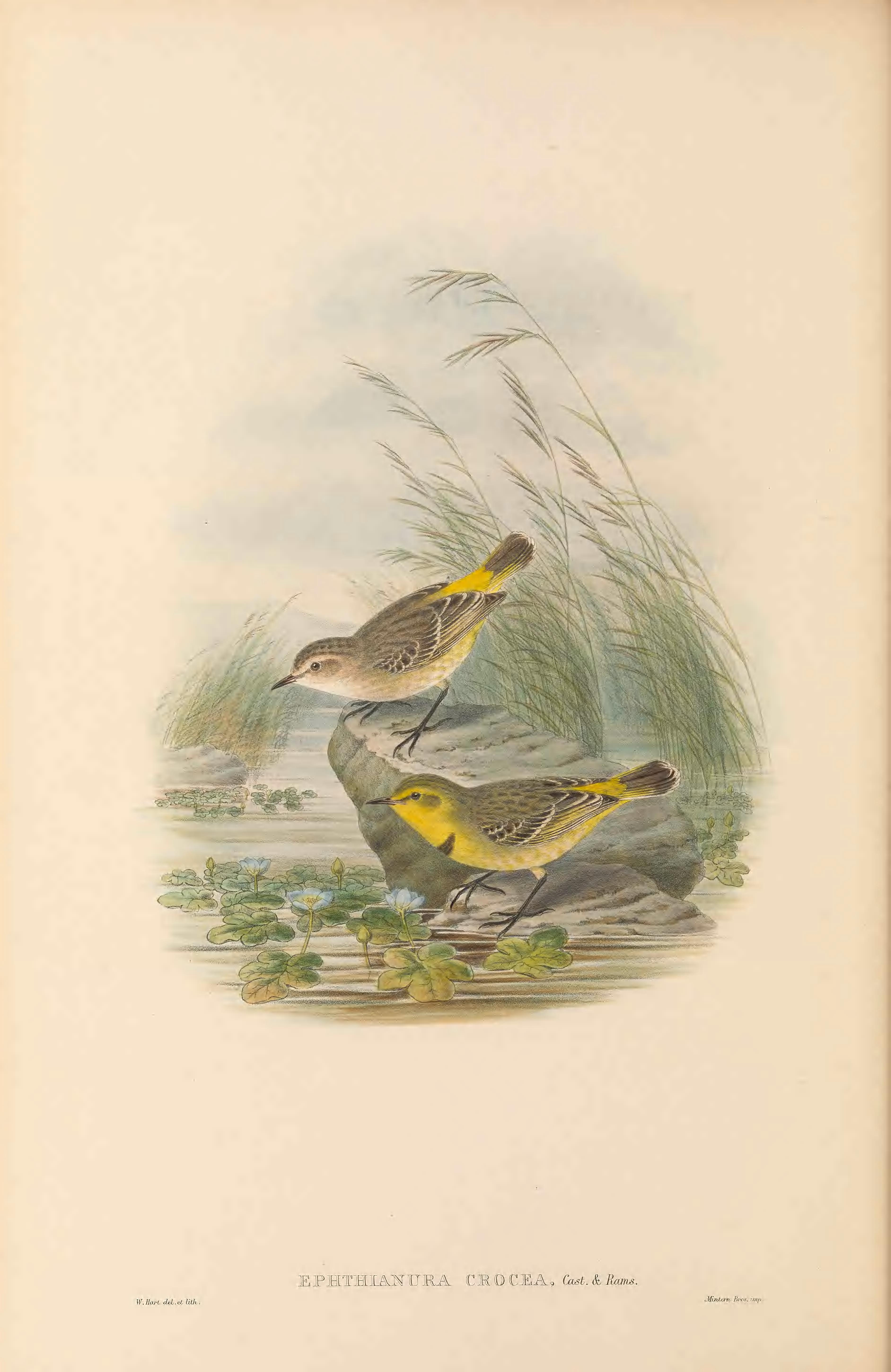

## Utbredning och systematik
Gul honungsskvätta förekommer i Australien och delas in i tre underarter med följande utbredning:
- Epthianura crocea tunneyi – Northern Territory (västra Arnhem Land)
- Epthianura crocea crocea – grästräskmark i norra Western Australia till västra Queensland
- Epthianura crocea macgregori – östra Queensland (Dawson River och Mackenzie River) avrinningsområden. Försvunnen?

### Familjetillhörighet
Honungsskvättorna i släktena Ashbyia och Epthianura urskildes tidigare i en egen familj, Epthianuridae. Flera genetiska studier visar dock att de är en del av honungsfåglarna i Meliphagidae.

## Levnadssätt
Gul honungsskvätta hittas i öppna och torra områden och saltvattensvåtmarker. Fågeln är marklevande.

## Status
Arten har ett stort utbredningsområde och internationella naturvårdsunionen IUCN kategoriserar arten som livskraftig. Beståndsutvecklingen är dock oklar.